# Kevin Murphy
Kevin Murphy (3 de noviembre de 1956) es un guionista, productor, letrista y compositor estadounidense. Escribió el musical Reefer Madness, así como su adaptación cinematográfica, que fueron protagonizados por Kristen Bell. En televisión ha trabajado como guionista y como productor de muchas series, especialmente Desperate Housewives, Caprica y Hellcats.

## Televisión
La carrera de Murphy como guionista comenzó en la serie Grandullón (Big Brother Jake), y continuó en diversas series de animación. Desde 2004 a 2007 trabajó como guionista principal de la serie Desperate Housewives, que fue nominada al premio Emmy en 2005.
En 2007 participó en Reaper. En 2008 fue el creador de la comedia dramática Valentine. En octubre de 2009 se incorporó a Caprica como show runner.
En 2010, Murphy comenzó a trabajar con el productor Tom Welling en la serie Hellcats protagonizada por Alyson Michalka y Ashley Tisdale, basada en el libro Cheer: Inside the Secret World of College Cheerleaders de la periodista norteamericana Kate Torgovnick y descrita como "una mezcla entre Election y Bring It On".

## Teatro
Murphy escribió la letra y coescribió el libreto del musical Reefer Madness. En 2005, Murphy y Dan Studney realizaron la adaptación para la cadena de televisión Showtime.
En 2009, Murphy empezó a trabajar en un musical basado en la película Heathers, protagonizada por Christian Slater y Winona Ryder en 1988.